# 83 Aquarii
83 Aquarii (h Aquarii) é uma estrela tripla na direção da Aquarius. Possui uma ascensão reta de 23h 05m 09.71s e uma declinação de −07° 41′ 37.7″. Sua magnitude aparente é igual a 5.44. Considerando sua distância de 188 anos-luz em relação à Terra, sua magnitude absoluta é igual a 1.63. Pertence à classe espectral F2V.